# Dysderella caspica
Dysderella caspica är en spindelart som först beskrevs av Peter Mikhailovitch Dunin 1990.  Dysderella caspica ingår i släktet Dysderella och familjen ringögonspindlar.
Artens utbredningsområde är Azerbajdzjan. Inga underarter finns listade i Catalogue of Life.